# Подвійне ліжко
Подвійне ліжко (англ. Twin Beds) — американська кінокомедія режисера Ллойда Інгрехама 1920 року.

## Сюжет
Молодий чоловік просто хоче провести тихий вечір вдома з дружиною, але її навіжені друзі руйнують ці сподівання.

## У ролях
- Картер Де Гейвен — сеньйор Монті
- Флора Паркер Де Гейвен — Бланш Хокінс
- Хелен Реймонд — сеньйоріта Монті
- Вільям Десмонд — Гаррі Хокінс
- Кетерін Льюїс — Аманда Тейт
- Вільям Ірвінг — Ендрю Ларкін
- Лотті Вільямс — Нора
- Джек Карлайл
- Юджин Пеллет